# Luigi Porro
Luigi Porro (Marnate, 19 luglio 1939 – Trieste, 14 giugno 2016) è stato un calciatore italiano, di ruolo attaccante.

## Carriera
Mezzala cresciuta nella Pro Patria, nel 1962 debutta in Serie B con la Triestina giocandovi per due anni e totalizzando 57 presenze e 15 reti; al secondo anno di permanenza con gli alabardati riceve una convocazione con la Nazionale di calcio dell'Italia B.
Nel 1964 passa al Bari, dove disputa un altro campionato di Serie B per un totale di 15 presenze ed una rete.
Seguono due anni in Serie C a Pescara ed Ascoli, prima di passare in Serie D dove con la maglia dell'Acireale nel campionato 1967/68 segna 10 reti anche se perde lo spareggio per la promozione col Marsala (le due squadre si erano classificate a pari punti), promozione che ottiene nel campionato del 1968-69 in cui segna 7 reti, sempre con l'Acireale nel campionato 1969/70 gioca in serie C (girone C) segnando 3 reti ; disputa poi un campionato di Serie D con la Folgore Castelvetrano prima di tornare a Trieste e terminare la carriera tra i dilettanti del San Giovanni e dell'Opicina.

## Palmarès

### Club

#### Competizioni nazionali
- Serie D: 1

Acireale: 1967-1968